# بطولة تونس للكرة الطائرة للرجال الدرجة الثانية
بطولة تونس للكرة الطائرة للرجال الدرجة الثانية هي ثاني منافسة في تونس تخص رياضة الكرة الطائرة بعد بطولة الدرجة الأولى، تأسست في 1956 وتنظمها الجامعة التونسية للكرة الطائرة.
.

## مقالات ذات صلة
- بطولة تونس للكرة الطائرة للرجال
- الجامعة التونسية للكرة الطائرة

## روابط خارجية
- الموقع الرسمي.